# Madame de La Fayette

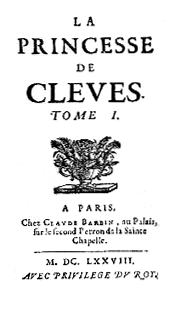
La Princesse de Clèves, eerste uitgave, 1678.

Marie-Madeleine Pioche de La Vergne, (Parijs, 18 maart 1634 - aldaar, 25 mei 1693), beter bekend als Madame de La Fayette, ook wel Lafayette, was een Franse romanschrijfster van adellijke komaf. Haar bekendste werk, La Princesse de Clèves, heeft aan de wieg gestaan van een nieuw literair subgenre, de psychologische roman. Dit werk wordt bovendien beschouwd als de eerste Franstalige historische roman. In het algemeen geldt ze als een van de beste Franse auteurs uit de 17e eeuw.

## Biografie
Marie-Madeleine Pioche de La Vergne werd geboren als oudste van drie dochters in een familie van kleine adel, die in de nabijheid verkeerde van kardinaal de Richelieu. Haar moeder Isabelle Péna was in dienst van Marie-Madeleine de Vignerot d'Aiguillon. Haar grootvader was arts in dienst van de Franse koning. Haar vader, de jonkheer Marc Pioche de la Vergne, had een militaire carrière achter de rug en had een technische opleiding afgerond. Rond 1620 was hij in Parijs aangesteld als de voogd van een neefje van père Joseph, dat echter maar kort had geleefd. Daarna was hij opnieuw het leger ingegaan. Marc Pioches eerste vrouw stierf, nadat dit huwelijk kinderloos was gebleven. Marc Pioche ontmoette Madame de La Fayettes moeder vervolgens in het paleis van kardinaal de Richelieu, na in 1630 door de kardinaal opnieuw tot voogd te zijn benoemd, nu van een neefje van de kardinaal. In 1633 trouwden Isabelle en Marc Pioche en een jaar later werd hun dochter Marie-Madeleine geboren.
Marc Pioche overleed door een kogel in zijn borst toen Madame de La Fayette vijftien jaar oud was. Een jaar later, in 1650, hertrouwde haar moeder met Renaud de Sévigné, de oom van Marie de Sévigné. Madame de La Fayette hield hem in eerste instantie voor de man aan wie zij zelf zou worden uitgehuwelijkt. Tussen Madame de La Fayette en Marie de Sévigné groeide een hechte band. Madame de La Fayette werd zelf dame d'honneur en tevens de vertrouwelinge van de hertogin van Orléans. Ze kreeg bovendien toegang tot de literaire salons, onder meer die van de markieze de Rambouillet en Madeleine de Scudéry. Al snel bleek dat ze veel schrijftalent had. Gilles Ménage leerde haar Italiaans en Latijn.
Renaud de Sévigné, haar stiefvader, sympathiseerde met de kardinaal van Retz en maakte het ouderlijk huis tot een plek waar La Frondeopstandelingen geregeld bijeenkwamen. Nadat La Fronde in 1652 was verslagen, werd hij naar Anjou verbannen. Voor Madame de La Fayette betekende dit een tegenslag, aangezien ze als de stiefdochter van een banneling moeilijk nog een man zou kunnen vinden.
In 1655 trouwde Madame de La Fayette met François Motier, graaf van La Fayette, uit Auvergne. Dit was een weduwnaar die 18 jaar ouder was dan zijzelf en de broer van een Parijse non. Samen verbleven ze eerst een tijdlang in Auvergne en de toenmalige Bourbonnais. Na eerst een miskraam te hebben gehad keerde Madame de La Fayette terug naar Parijs, waar ze in 1658 beviel van een zoon. Een jaar later kreeg ze nog een zoon. Het grootste deel van de tijd bracht ze nu door in haar ouderlijk huis, dat ze van haar moeder had geërfd. In dezelfde periode trad ze toe tot het Hof van Frankrijk. Hier opende ze haar eigen literaire salon. Tot haar kennissenkring behoorden onder meer Antoine Arnauld, Henriëtta Anne van Engeland wier biografie ze op haar verzoek schreef, Pierre-Daniel Huet en de kardinaal van Retz. Tussen 1655 en 1680 onderhield ze tevens nauwe banden François de La Rochefoucauld. Via hem kwam ze onder andere in contact met Jean Racine en Nicolas Boileau.
Omdat haar man diep in de schulden zat, ging Madame de La Fayette de juridische strijd aan met diens schuldeisers. Ze deed daarbij een stevig beroep op haar kennissenkring, eerst op Gilles Ménage en later op Henriëtta Anne van Engeland (die in het klooster van Marie-Madeleines schoonbroer was opgegroeid na de onthoofding van haar vader, Karel I van Engeland). Madame de La Fayette probeerde bovendien via haar vriendin Marie de Sévigné de aandacht te trekken van de minister van financiën, Nicolas Fouquet. Reeds na de geboorte van haar eerste kind ging het met haar huwelijk bergafwaarts. Haar echtgenoot François verdween gaandeweg uit het zicht; diens sterfdatum (1683) is pas aan het einde van de 19e eeuw bekend geworden.
Rond 1680 bemiddelde ze tussen de hertogin Maria Johanna van Savoye van het Huis Savoye, met wie ze een goede correspondentie had, en de Franse regering die de gebieden Savoye en Piëmont wilde annexeren.
Tijdens de laatste jaren van haar leven – met name na de dood van haar echtgenoot en van La Rochefoucauld – leidde Madame de La Fayette een meer teruggetrokken bestaan. Niettemin bleef haar huis open staan voor intellectuele bijeenkomsten en mensen van haar eigen stand. Door alle erfenissen van haar moeder, haar stiefvader en haar echtgenoot was ze erg rijk geworden. Ook vertoefde ze nog steeds veel aan het koninklijk hof en droeg zorg voor haar zonen, van wie de oudste monnik was geworden en de andere officier.

## Werk
In 1659 vestigde Madame de La Fayette zich definitief in Parijs. In datzelfde jaar maakte ze haar debuut als auteur, door iets te schrijven voor een verzamelband die onder het beheer stond van Huet en Jean Regnault de Segrais. In 1661 schreef ze een novelle genaamd La Princesse de Montpensier, die ze een jaar later onder Segrais' naam publiceerde. In december 1669 verscheen het eerste deel van de avonturenroman Zaïde, een werk dat ook is gepubliceerd onder de naam van Segrais maar dat zeer waarschijnlijk althans voor een deel door Madame de La Fayette is geschreven. Het tweede deel hiervan verscheen in januari 1671.
Haar beroemdste werk, La Princesse de Clèves, waar ze in 1672 aan begon, werd in maart 1678 anoniem uitgegeven door iemand uit haar vriendenkring. Pas in 1780, dus meer dan een eeuw later, werd algemeen bekend dat Madame de La Fayette de auteur van dit werk was geweest.
Enkele decennia na haar dood zijn nog drie literaire werken van haar hand uitgebracht: La Comtesse de Tende, Histoire d’Henriette d’Angleterre en Mémoires de la Cour de France.